# 圣塞西尔
圣塞西尔（法語：Sainte-Cécile，法語發音：[sɛ̃t sesil]）是法国卢瓦尔河地区大区旺代省的一个市镇，位于该省中东部，属于永河畔拉罗什区。

## 地理
圣塞西尔（46°44'39"N, 1°6'50"W）面积32.73 平方千米，位于法国卢瓦尔河地区大区旺代省，该省份为法国西部沿海省份，北起大西洋卢瓦尔省和曼恩-卢瓦尔省，西临大西洋，南至滨海夏朗德省，东部及东南部与德塞夫勒省接壤。
与圣塞西尔接壤的市镇（或旧市镇、城区）包括：穆尚、尚托奈、圣弗洛朗斯、圣日耳曼德普兰赛、圣伊莱尔勒武伊、圣马丹德努瓦耶、圣樊尚斯泰尔朗日、卢瓦、埃萨尔昂博卡日、莱塞萨尔。

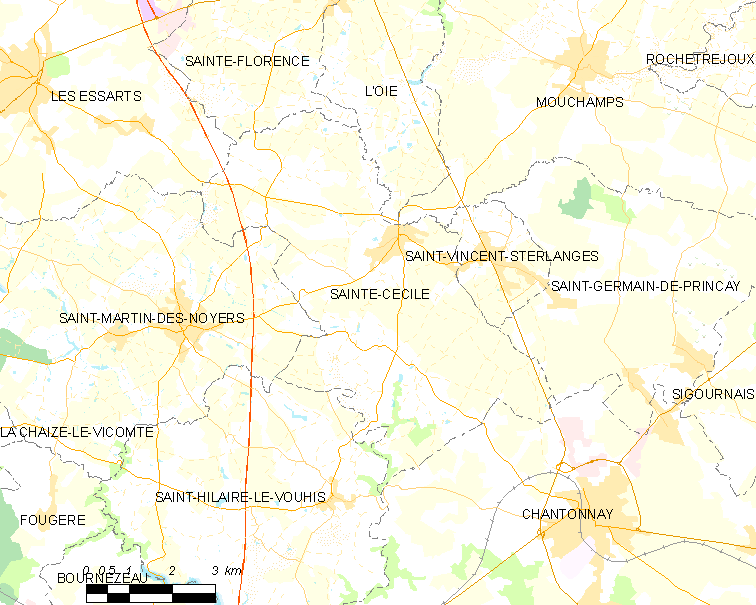
圣塞西尔的OSM定位图

圣塞西尔的时区为UTC+01:00、UTC+02:00（夏令时）。

## 行政
圣塞西尔的邮政编码为85110，INSEE市镇编码为85202。

## 政治
圣塞西尔所属的省级选区为尚托奈县。

## 人口

1962-2008年间圣塞西尔人口变化图示

圣塞西尔于2022年1月1日时的人口数量为1587人。